# Daniel Bäckström (fotbollstränare)
Carl Daniel Bäckström, född 22 december 1987 i Umeå, är en svensk fotbollstränare. Från november 2022 är han förbundskapten för Sveriges U21-herrlandslag.
Bäckström har tidigare varit assisterande tränare i Örebro SK, akademichef i IFK Norrköping och huvudtränare i Norrköpings samarbetsklubb IF Sylvia. Säsongen 2020 var han assisterande tränare för allsvenska laget Malmö FF. I december 2020 blev Bäckström utsedd till ny huvudtränare i IK Sirius.
Den 10 november 2022 presenterades Bäckström som ny förbundskapten för Sveriges U21-herrlandslag i fotboll. I december 2023 presenterades han som tillfällig förbundskapten för Sveriges herrlandslag i fotboll under den så kallade januariturnén 2024.